# Ali Bouhageb
Ali Bouhageb, né en 1887 à Tunis et mort en 1965, est un pharmacien et homme politique tunisien.

## Jeunesse et études
Né Ali Kachoukh, il prend le nom de son grand-père maternel, le cheikh Salem Bouhageb, un notable qui a brillé dans la deuxième moitié du XIXe siècle comme réformiste et théologien, son père Mhammed Kachoukh étant un témoin-notaire.
Ali Bouhageb obtient son diplôme de pharmacie à Toulouse en 1914, devenant ainsi le premier pharmacien tunisien musulman.

## Carrière
En 1914, il postule sans succès pour un poste à l’Institut Pasteur de Tunis, refus lié au fait qu'il est un Tunisien autochtone. Alors, il ouvre sa propre pharmacie au numéro 8 à la rue El Jazira à Tunis mais, boycotté par les étrangers et surtout les Français, il est contraint de la fermer. Il ouvre alors une nouvelle pharmacie dans un faubourg de la médina de Tunis, Halfaouine, se mettant au service des Tunisiens et aidant les pauvres.
Dès son retour à Tunis, il rédige par ailleurs des articles dans l'hebdomadaire Le Tunisien d'Ali Bach Hamba. Il adhère également au Destour présidé par le cheikh Abdelaziz Thâalbi. Il fonde un journal, La Voix du Tunisien, où il traite de la pauvreté des ouvriers ruraux et écrit dans le journal La Voix du peuple. Après la scission du Destour, il devient membre du comité du Néo-Destour aux côtés de Habib Bourguiba et Mahmoud El Materi.

## Administration
Il est nommé ministre de la Santé en 1947, poste créé dans le gouvernement de Mustapha Kaak, et l'occupe jusqu'en 1950. Un an après son décès, survenu en 1965, sa pharmacie est fermée.